# Operatie Brandy
Operatie Brandy was een Britse commando-operatie tijdens de Tweede Wereldoorlog op Florø, een havenplaats aan de westkust van Noorwegen. De operatie vond plaats in de nacht van 14 en 15 februari 1943. De operatie werd uitgevoerd door 7 commando's van de No. 10 Inter-Allied Commando en No.12 Commando. Ze werden daarbij ondersteund door 2 Motor Torpedo Boats (MTB).
Twee Duitse schepen werden getorpedeerd en een derde raakte beschadigd door een zeemijn, welke gelegd werd door de MTB's. Een van de MTB liep na de operatie aan de grond en moest worden achtergelaten.